# Felis silvestris lybica
Il gatto selvatico africano (Felis silvestris lybica Forster, 1780), noto anche come gatto del deserto, è una sottospecie di gatto selvatico (F. silvestris). 
Sembra essersi separato dalle altre sottospecie circa 131.000 anni fa. Alcuni esemplari di F. s. lybica addomesticati per la prima volta in Medio Oriente circa 10.000 anni fa sono gli antenati del gatto domestico. Resti di gatti addomesticati sono stati trovati a Cipro in sepolture risalenti a 9.500 anni fa.

## Descrizione

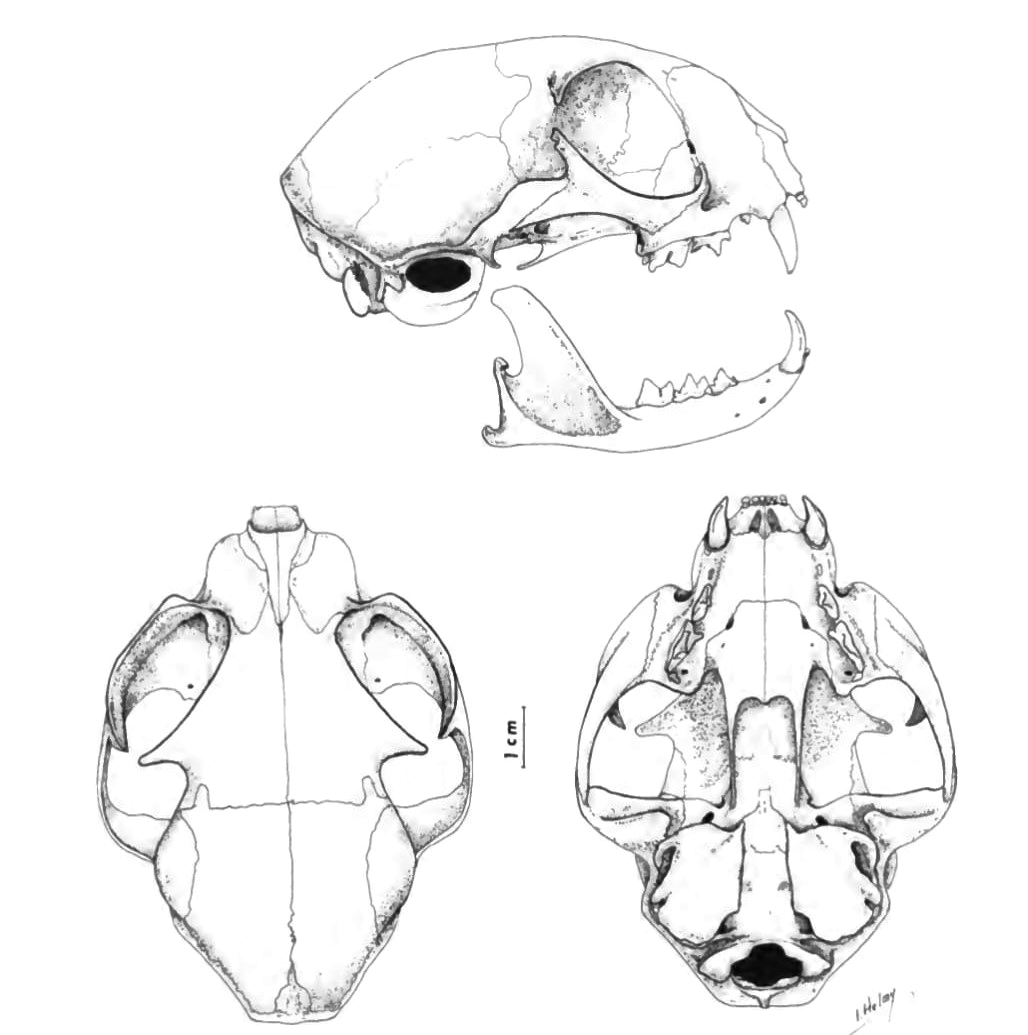
Cranio

Il gatto selvatico africano è di colore variabile dal marrone sabbia al grigio-giallo, con strisce nere sulla coda. Ha il mantello più corto di quello della sottospecie europea ed è anche molto più piccolo: la lunghezza testa-corpo è di 45–75 cm, quella della coda di 20–38 cm e il peso di 3-6,5 kg.

## Distribuzione e habitat
Il gatto selvatico africano, diffuso in Africa e Medio Oriente, occupa una vasta gamma di habitat: steppe, savane e aree arbustive. Nelle regioni più aride viene sostituito dal gatto delle sabbie (Felis margarita).

## Biologia
Il gatto selvatico africano si nutre principalmente di topi, ratti e altri piccoli mammiferi. Se ne ha l'opportunità cattura anche uccelli, rettili, anfibi e insetti. Si avvicina lentamente alla preda e le balza addosso non appena questa entra nel suo raggio di azione (circa un metro). È attivo soprattutto durante la notte e al tramonto. Quando è minacciato rizza il pelo del dorso per sembrare più grande e intimidire così l'avversario. Durante il giorno rimane solitamente nascosto nella boscaglia, nonostante esca all'aperto nelle giornate nuvolose. I territori dei maschi si sovrappongono a quelli di più femmine; ciascun occupante difende la propria area dagli eventuali intrusi. La femmina dà alla luce da due a sei piccoli, in media tre. Il gatto selvatico africano trova riparo in tane o cavità del terreno, nelle quali partorisce. La gestazione dura tra i 56 e i 69 giorni. I piccoli nascono ciechi e necessitano di tutte le cure della madre. La maggior parte di essi nasce nel corso della stagione delle piogge, quando vi è cibo a sufficienza. Rimangono con la madre per cinque o sei mesi e raggiungono la maturità sessuale a un anno di età.

## Origine della sottospecie

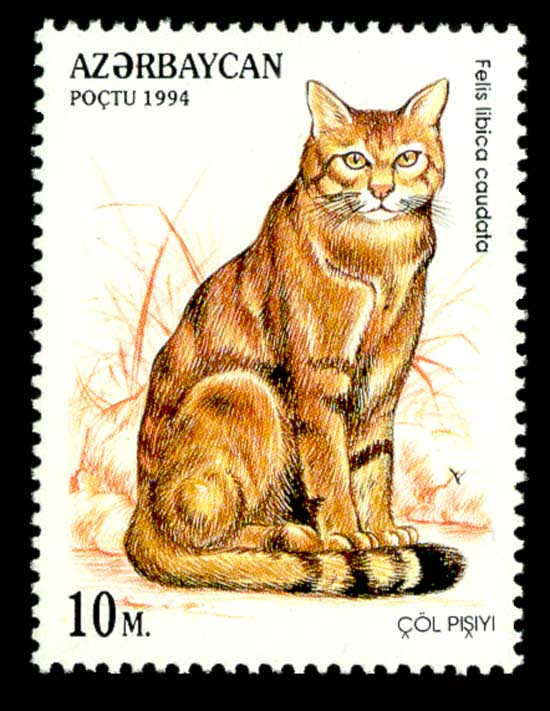
Un gatto selvatico africano su un francobollo azero del 1994.

Sulla base dei dati ricavati dallo studio del DNA mitocondriale di 979 gatti domestici e selvatici di Europa, Asia e Africa, gli studiosi hanno scoperto che Felis silvestris lybica si è separato dal gatto selvatico europeo circa 173.000 anni fa e dalla sottospecie asiatica F. s. ornata e da F. s. cafra circa 131.000 anni fa. Circa 10.000 anni fa alcuni esemplari di Felis silvestris lybica vennero addomesticati in Medio Oriente. Tutti gli attuali gatti domestici derivano da almeno cinque «Eve mitocondriali». Nessuna delle altre sottospecie di Felis silvestris è stata coinvolta nel fenomeno di addomesticamento, ma il loro mtDNA è risultato contaminato dall'incrocio con gatti inselvatichiti. Attualmente l'unica organizzazione che ha sviluppato un programma specifico per la conservazione del gatto selvatico africano e la riduzione dell'inquinamento genetico ad opera degli accoppiamenti con i gatti domestici è Alley Cat Rescue.
Sottospecie prossima del gatto selvatico africano è quello sardo.

## Filatelia
Le poste libiche (Compagnia Generale di Poste e Telecomunicazioni, GPTC), in cooperazione con il WWF, dedicarono un'apposita serie di francobolli al Felis silvestris lybica il 1º novembre 1997. La serie comprendeva quattro francobolli di piccolo formato e venne distribuita in due mandate.